# بلانکو (خواننده)
بلانکو (به انگلیسی: Blanco) (زاده ۱۰ فوریهٔ ۲۰۰۳) خواننده، رپر و ترانه‌سرا ایتالیایی است.
او به همراه محمود نماینده ایتالیا در یوروویژن ۲۰۲۲ بود.